# Colombian Necktie
Colombian Necktie, född 25 juni 2002, död 28 maj 2014 var en varmblodig travhäst, en valack.

## Karriär
Hästen inledde sin karriär hos Stefan Hultman och avslutade den hos Fredrik Pedersen. Hästen var även i träning hos Roger Walmann. Under tiden hos Walmann kom de stora framgångarna. Han vann bland annat Svenskt Travderby 2006, tillsammans med kusken Thomas Uhrberg på Jägersro.
Bland segrarna kan också V75:s Jubileumslopp, Mälarpriset, Birger Bengtssons Minne (två gånger), Gotlandslöpning och Prix de Lille på Vincennesbanan nämnas.